# Grammomys caniceps
Grammomys caniceps — вид мишоподібних гризунів родини мишеві (Muridae).
Таксон приєднано до Grammomys surdaster.

## Поширення
Цей вид широко поширений поблизу міста Малінді в Кенії і вздовж південного берега Сомалі.

## Опис
Гризун дрібних розмірів з довжиною голови і тіла 86-105 мм, довжиною хвоста 138–155 мм, довжиною стопи 20,5-22 мм, довжиною вух 14-17 мм і вагою до 48 г.